# Ålands demilitarisering
Ålands demilitarisering innebär att Åland är en demilitariserad zon. Det betyder att militär personal inte får uppehålla sig på Åland och att inga befästningar får byggas.
Demilitariseringen är ett resultat av Rysslands förlust i Krimkriget 1854–1856. Vid Parisfreden (1856) skapades Ålandsservitutet, som förbjuder militära installationer på Åland. År 1914 gav Storbritannien och Frankrike sitt allierade Ryssland tillstånd att befästa Åland.
År 1921 slöts Ålandskonventionen, där Finland bekräftade det befästningsförbud som Ryssland deklarerade 1856. Demilitariseringen bekräftades senare i avtal mellan Finland och Sovjetunionen 1940 samt vid Parisfreden (1947).

## Värnpliktsbefrielse
Personer med åländsk hembygdsrätt som har flyttat till Åland före 12 års ålder är befriade från värnplikt. Befrielsen är främst ett språkskydd och inte direkt kopplad till demilitariseringen.

## Sjöbevakningen på Åland
Sjöbevakningen på Åland är en del av Gränsbevakningsväsendet, som är en militärt organiserad myndighet under inrikesministeriet i fredstid. Vid krigstillstånd underställs sjöbevakningen på Åland försvarsministeriet.